# Widziadło
Widziadło – polski film grozy, psychologiczny, z 1983 roku na motywach powieści Pałuba Karola Irzykowskiego.
Plenery: Turowa Wola (dwór), Wyczółki, Mała Wieś (dwór).

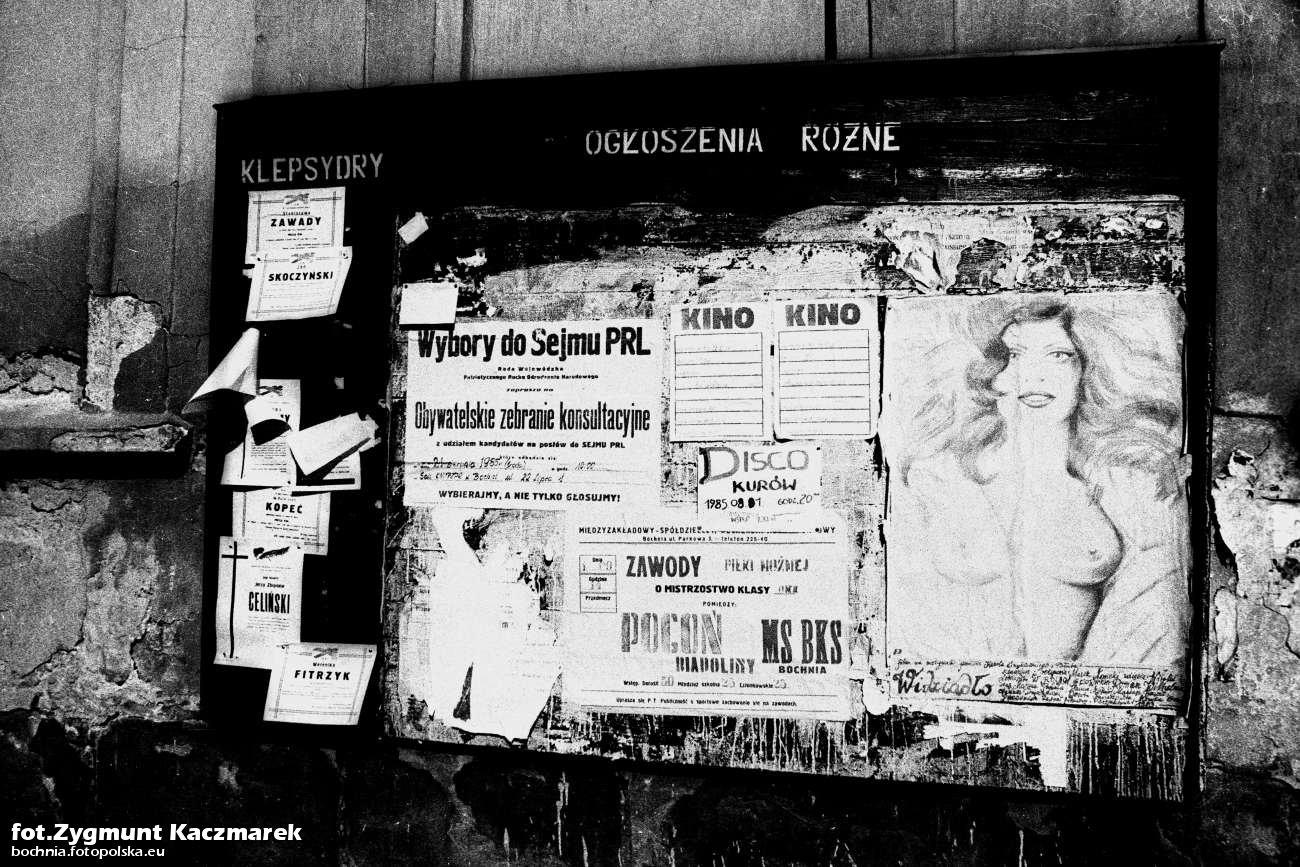
Tablica ogłoszeń w Bochni, po prawej ogłoszenie o seansie filmowym w 1985 r.

## Obsada
- Roman Wilhelmi – Piotr Strumieński
- Marzena Trybała – Ola Strumieńska, druga żona Piotra
- Hanna Mikuć – Paulina, opiekunka dzieci Strumieńskiego
- Mariusz Benoit – Mariusz, kuzyn Oli Strumieńskiej
- Mariusz Dmochowski – ksiądz Huk
- Anna Chodakowska – Berestajka
- Olgierd Łukaszewicz – Władysław Jelonek
- Dorota Kwiatkowska – Angelika Strumieńska, pierwsza żona Piotra
- Monika Braun – Kseńka
- Maciej Mazurkiewicz – Pawełek, starszy syn Strumieńskiego
- Ryszard Pracz – sąsiad Strumieńskiego
- Jacek Kałucki – sąsiad Strumieńskiego

## Fabuła
Początek XX wieku. Piotr Strumieński mieszka z żoną Olą i dziećmi w małym dworku. Jednak nadal jest prześladowany przez myśli o swojej pierwszej żonie Angelice, która zginęła tragicznie. Często ją widzi w snach. Podczas jednego ze snów Angelika mówi: nigdy nie zaznasz szczęścia z inną kobietą, zawsze będziesz słyszał mój śpiew. Żona Piotra coraz bardziej się od niego oddala. W domu Strumieńskich dochodzi do dziwnych wydarzeń.